# Albionella fabricii
Albionella fabricii är en kräftdjursart som beskrevs av Rubec och Hogans 1988. Albionella fabricii ingår i släktet Albionella och familjen Lernaeopodidae. Inga underarter finns listade i Catalogue of Life.